# Aníbal Nunes Pires
Aníbal Nunes Pires (Florianópolis, 9 de agosto de 1915 — Florianópolis, 24 de abril de 1978) foi um poeta e professor brasileiro.

## Biografia
Filho de Cristóvão Colombo Nunes Pires (1879 - ?) e Maria de Lima Nunes Pires. Neto paterno de Cristóvão Nunes Pires (1834 - 1894) e Maria J. da C. Nunes Pires, e neto materno de José P. de Lima e Maria J. de V. Lima. Seu bisavô, Luiz Nunes Pires (1794 - 1852), era irmão caçula de Feliciano Nunes Pires. Em 6 de junho de 1950, Aníbal casou-se com Eugênia Tancredo de Oliveira Nunes Pires, e desta união nasceram 4 filhos, entre eles, o cineasta Zeca Pires. 
Obteve grau em economia e direito. 

## Carreira
A partir de 1947, junto do cineasta Alberto Cavalcanti e do escritor Salim Miguel, criou o Grupo Sul.  Movimento que trouxe novos rumos estético-literários ao pensamento artístico catarinense. 
Lecionou em diversas intituições de ensino na capital catarinense, como o Colégio Catarinense, o Coração de Jesus, as Faculdades de Filosofia, Ciências e Letras e de Ciências Econômicas da UFSC, bem como a Faculdade de Educação da UDESC. 
Editou as 30 edições da Revista Sul. 
| “                        | Um humanista obstinado e um sábio que, cheio de referência e melancolia (posso dizer também ironia...), cultivou o caminho mais difícil, a senda que foge da ostentação. A extensa cultura de Aníbal nunca o desviou do sentimento cotidiano. | ” |
| — Pintor Rodrigo de Haro | |   |

## Obras
- Terra Fraca (1949)

## Representação na cultura
- EEB Professor Aníbal Nunes Pires no bairro Capoeiras em Florianópolis.
- Ruas no bairro José Mendes e em Palhoça levam seu nome.